# Arcus (företag)
Arcus ASA var ett norskt företag som producerade och distribuerade alkoholdrycker. Arcus var en stor producent av spritdrycker och bedrev även import- och distributionsverksamhet av vin och andra alkoholdrycker. Arcus var en av de största leverantörerna av vin och sprit på den norska marknaden och hade dotterbolag i flera andra länder.
Arcus hade en bakgrund inom Vinmonopolet, men var ett separat företag sedan 1996 och var helt privatägt sedan 2003. Det fusionerades med Altia 2021 och bildade Anora Group.

## Verksamhet
All Arcus spritproduktion skedde i en anläggning på Gjelleråsen. Arcus producerade många av de klassiska norska spritsorterna, inklusive varumärken som togs över av Vinmonopolet i samband med att Løitens Brænderi köptes 1927.
2018 var Arcus den största leverantören av sprit respektive vin i Norge, näst störst inom vin och femte störst inom sprit i Sverige, tredje störst inom vin och sjätte störst inom sprit i Finland, näst störst inom sprit i Danmark och störst inom akvavit i Tyskland. Försäljning av vin ansvarade 2018 för cirka 60 procent av Arcus omsättning. Arcus var världens största producent av akvavit.

## Historik
Arcus avskildes från det statliga norska företaget Vinmonopolet 1 januari 1996. Syftet var att dela upp försäljning och detaljhandel av alkoholdrycker (som kvarstannade i Vinmonopolet) från import, export, produktion och lagring (som hamnade i Arcus). Även i Sverige och Finland, som också hade statliga detaljhandelsmonopol på alkoholdrycker, skedde vid denna tid motsvarande renodling mellan ett statligt detaljhandelsbolag med monopolställning (Systembolaget respektive Alko) och ett import- och produktionsföretag som konkurrensutsattes (Vin & Sprit respektive Altia).
I juli 2001 sålde den norska staten (via Närings- och handelsdepartementet) 66 % av aktieinnehavet i Arcus till Sucra AS, som samtidigt fick förköpsrätt på de resterande aktierna, som Sucra köpte 2003. Sommaren 2005 sålde Sucra sitt ägande i Arcus till det svenska investmentbolaget Ratos, som då blev majoritetsägare. Ratos betalade 434 miljoner norska kronor. Detta inkluderade även delägarskapet i cognacshuset Braastad.
I slutet av 2008 köpte Arcus varumärkena Star Gin, Dry Anis och Red Port av Pernod Ricard. Dessa hade en bakgrund i svenska Vin & Sprit, som Pernod Ricard hade köpt samma år. Arcus ville även köpa cognacsvarumärket Grönstedts, men fick nej till detta från EU:s konkurrensmyndighet.
Arcus flyttade från Hasle i Oslo till nya lokaler på Gjelleråsen 2011.
2012 köptes De Danske Spritfabrikker (som bland annat producerade Aalborg Taffel och Gammel Dansk) från Pernod Ricard. Priset var 103 miljoner euro. Dock tvingades Arcus sälja akvavitvarumärket Brøndums snaps (som De Danske Spritfabrikker hade ägt sedan ett sammangående 1893) på grund av De Danske Spritfabrikkers dominerande position på den danska marknaden. Brøndums snaps såldes till det finska företaget Altia. Spritfabriken i Ålborg stängdes i april 2015 när produktionen av Ålborg-varumärkena flyttades till Norge.
Arcus börsnoterades på Oslo Børs i december 2016, genom en kombination av nyemission och försäljning av delar av Ratos och övriga ägares aktieinnehav. Före börsnoteringen ägde Ratos 83 procent av bolaget och Hoff SA knappt 10 procent. De återstående aktierna ägdes av privatpersoner i koncernledningen och styrelsen.
I mars 2017 sålde Ratos sitt kvarvarande aktieinnehav, då 23,6 procent, i Arcus. Köpare var det norska investmentbolaget Canica AS (22,3 procent) och Sundt AS (1,3 procent).
Canica AS, som då var Arcus största ägare med drygt 33 procent av aktierna, lade i juli 2018 ett bud på övriga aktier eftersom budplikt hade inträffat. Styrelsen avrådde övriga ägare från att acceptera budet om 45 kronor per aktie. I augusti 2018 meddelade Canica AS att de hade nått upp till drygt 40 procent aktieinnehav i Arcus efter sitt erbjudande, och 31 december ägde de 42,1 procent.

## Koncernstruktur

### Före börsnoteringen
Före börsnoteringen hette moderbolaget Arcus-Gruppen Holding AS, som ägde Arcus-Gruppen AS där Arcus AS ingick.

### Som börsbolag
Efter börsnoteringen fick Arcus en annan koncernstruktur. Det börsnoterade moderbolaget hette Arcus ASA. Huvuddelen av verksamheten låg inom dotterbolaget Arcus-Gruppen AS, men vid sidan av detta fanns även dotterbolaget Vectura AS, som utgjorde affärsområdet distribution.
Inom Arcus-Gruppen AS fanns affärsområdena vin och spirits, med dotterbolag inriktade på produktion respektive import och försäljning i flera länder, bland annat Norge (inklusive Vingruppen AS), Sverige (inklusive Vingruppen i Norden AB), Finland (inklusive Vingruppen Finland Oy), Danmark, Tyskland och USA. Arcus-Gruppen AS ägde också 34,75 procent av cognacsproducenten Tiffon.

## Spritvarumärken
- Aalborg Taffel
- Amundsen Arctic Vodka
- Arendalsaquavit
- Bergens Aquavit
- Braastad Cognac
- Gammel Dansk
- Gammel Opland
- Gilde Aquavit
- Golden Cock
- Hammer Vodka
- Jægersborg Aquavit
- Kalinka 22
- LINIE
- Lysholm No52
- Løiten
- Morsa Aquavit
- Royal Castle
- Vikingfjord Vodka